# Гийом от Гелон
Вилхелм от Гелон (на френски: Guillaume de Gellone1, Guillaume d'Aquitaine, Guillaume le Grand; * 750/755, † пр. 814, Гелон при Монпелие) е от 790 до 806 г. граф на Тулуза, маркиз на Септимания, от 806 г. монах, основател на наречения на него род Вилхелмиди.

## Биография
Той е най-малкият син на Теодерик I, граф на Отун, и съпругата му Алдана, сестра на Пипин III.
Карл Велики назначава своя военачалник Вилхелм през 790 г. за граф на Тулуза, на мястото на сваления граф Хорсо. През 801 г. той завладява град Барцелона заедно с Лудвиг Благочестиви.
През декември 804 г. Вилхелм основава абатството Гелон (днес Сен-Гелон-ле-Десерт) и на 29 юни 806 г. става там монах. Той умира там през ок. 814 г.
През 1066 г. Вилхелм е обявен за Светия (закрилник е на ковачите на оръжие).

## Фамилия
Неговите съпруги са Кунигунда († пр. 795), Гуитбурга или Витберга († пр. 795) и Кунигунда. Той има децата:
от първия брак вероятно:
- Берà († пр. 814), граф на Барцелона ∞ Ромила
- Витчер († пр. 824)
- Хилдехелм († пр. 824)
- Хелинбрух († пр. 824)
- Херберт, 803/43 доказан
- Бернар (795 – 844), до 830 граф на Отун, до 831 маркграф на Септимания, 834 в Бургундия, 844 лишен от имущество, ∞ 824 за Дуода († 843)
- Герберга (Гариберга), вероятно монахиня, 834 за магьостничество удавена с нейния брат

от втория брак вероятно:
- Госелм, граф на Русийон, 834 заради магьсотничество обезглавен със сестра му
- Тери III († сл. 826), граф на Отун
- Вернер (Гуарниериус)
- Ротлиндис; ∞ Вала (Каролинги)